# Андронік Родоський
Андронік Родоський (I ст. до н. е.) — давньогрецький філософ I ст. до н. е., очільник школи перипатетиків у Римі.

## Життєпис
Народився на о.Родос. Приблизно у 60 році до н. е. перебрався до Риму. Тут у 58 році до н. е. очолив школу філософів-перипатетиків. Стосовно особистого життя Андроніка немає жодних відомостей.
Андронік Родоський в першу чергу відомий як редактор та видавець творів Аристотеля та Теофраста, коментатор до робіт Аристотеля. Саме завдяки Андроніку Родоському роботи Аристотеля відомі досьогодні. Андронік використовував збірки наукових та філософських праць Аристотеля, які Луцій Корнелій Сулла захопив у Апеллікона Теоського під облоги та штурму Афін у 86 році до н. е.
Андронік Родоський зробив першу і основну (бо була перейнята наступними дослідниками) класифікацію творів Аристотеля. Саме він дав назву розділу «Метафізика», тому що за порядком він йшов за «Фізикою», а від Аристотеля не збереглася справжня назва. Андронік дав коментар до наступних робіт — Фізика, Етика, Категорії, написав біографію Аристотеля, а також його бібліографію. На жаль, більшість цих робіт Андроніка в оригіналі не збереглася.